# Ліньї (держава)
Ліньї (кит.: 林邑) або Ламап (в'єт. Lâm Ấp)  — держава, що існувала в II — VII століттях на території сучасного центрального і південного В'єтнаму.

## Історія
Історія чамської держави Ліньї знана насамперед завдяки китайським та в'єтським джерелам. Сама назва Ліньї — китайська, у в'єтських джерелах ця держава відома як Ламап.
Згідно з китайським «Коментарем до канону водних шляхів» Ліньї була заснована в 192 році якимось Цюй Куєм, бунтівним сином китайського чиновника повіту Сянлінь (в'єтською Тіонглам). Цюй Куй напав на повітовий центр, убив начальника повіту і проголосив себе правителем. Проте напис санскритом (кушанським шрифтом) на стелі Вокань (II або III ст .н. е.) свідяить, що ЦюйКуй є китайським варіантом імені чамського вождя Кху Лієна, що повстав проти китайської влади. 248 року Ліньї захопило ханське командирство Жінань й вдерлося до командирства Цзючжень, спровокувавши великі повстання там і в командирстві Цзяочжі (сучасний центральний і північний В'єтнам). Надалі війська Ліньї вдерлися до командирства Цзяочжі за підтримки держави Фунань.
У 270—300-х роках в ранній період імперії Цзінь відбувається налагодження відносин з Ліньї, що сприяло розвитку торгівлі в Південно-Китайському морі. З 323 року держава вступає у конфлікт із Східною Цзінь, вдавшись до морського піратства біля узбережжя командирства Цзяочжі. Втім спроба Бхадравармана I захопити Жінань і Цзяочжі виявилася невдалою.
У 336 році внаслідок заколоту до влади приходить Фам Ван (китаєць за походженням), що засновує Другу династію. Спроби захопити Цзяочжі у 413, 420 та 431 роках також не були успішними. В цей час до влади приходить Третя династія. У 446 році війська династії Лю Сун завдали Зионгу Маї II, правителю Ліньї, поразки, захопивши його столицю Кандрапуру.
Нове піднесення відбулося у 530-х роках за панування Рудравармана I з Четвертої династії. У VI—VII століттях Ліньї зазнало низки військових поразок, що призвело до втрати незалежності.
У 605 році Ліньї зазнало нападу армії імперії Суй (перед тим 602 року китайці підкорили північного сусіда Вансуан). Суйські війська захопили і розграбували столицю Ліньї — Сімхапуру. У 620 році визнало себе васалом імперії Тан, куди неодноразово вирушали посольства з даниною.
З 629 року правителі Ліньї все більше в офіційних документах стали використовувати назву «Чампа» для своєї держави. З 757 року у китайських джерелах назва Ліньї згадується частіше, і його назву змінили на  Хуаньван.

## Територія і населення
Точні кордони є предметом дискусій. Переважно охоплювала територію сучасних провінцій Тхиатхьєн-Хюе і Куангбінь. Достеменно відомо, що південним кордоном була річка Хионг. За менш ймовірною версією простягалася від мису Хоаньшон (в'єт. mũi Hoành Sơn) та перевалу Нганг  до перевалу Хайван в Аннамських горах.
Населення складали, переважно, чами і, можливо, інші австронезійці.

## Устрій
На чолі стояв теократичний правитель (магараджа), що вважався втіленням бога Шиви (Ішвари). Він єдиний мав право на білу парасольку, чим підкреслювався його статус. В його правлінні допомагали 2 сановника (візирі) — сенапаті (військових справ) та тапатіка (цивільних справ). Другого рівня сановниками вважалися дандавасабхатах (очільник гвардії), калунчіде (очільник столиці) і аттха залан (офіційний спадкоємець). Інші сини правителя мали титул раджапутра. Уся територія проділялася на провінції, куди призначилися куани (намісники) та очільники 200 округів — кхлони. На нижньому щабелі знаходилися селяни (кутумбіни).

### Магараджи
- Шрі Мара (192—220)
- Фам Хунг (220—284)
- Фам Дат (284—336)
- Фам Ван (336—349)
- Фам Фат (349—380)
- Бхадраварман I (380—413)
- Гангараджаварман I (?–?)
- Маноратаварман (?–?)
- Гангараджаварман II (?–420)
- Зионг Маї I (421—431)
- Зионг Маї II (431—446)
- Джая Джаяварман I (455—472)
- Джая Джаяварман II (472—492)
- Фам Чу Нонг (492—498)
- Фам Ван Тан (498—510)
- Джая Деваварман (510—526)
- Віджаяварман (526—529)
- Джая Рудраварман I (529—572)
- Джая Самбхуварман (572—629)

## Військо
В часи піднесення армія становила від 40 до 50 тис. вояків, поділялася на піхоту, кінноту та флот.

## Культура
В ранній період існування держави значний вплив мала китайська культура періоду Хань. Надалі відбувається зіндусення, можливо внаслідок більш тісних політичних й економічних контактів з Фунань. У 2-й половині III ст. санскрит стає мовою офіційних паперів. Усі написи, знайдені в цей період, складені санскритом.
Напис з селища Донг Єн Т'яу (північніше Сімхапури, в долині річки Тхубон) правителя Бхадравармана I (IV ст.) є найстарішим збереженим текстом чамською мовою та будь-якою мовою Південно-Східної Азії